# Booraganahalli, Srinivaspur
Booraganahalli là một làng thuộc tehsil Srinivaspur, huyện Kolar, bang Karnataka, Ấn Độ.